# Мзікубола
Мзікубо́ла (англ. Mzikubola) — традиційна громада у складі дистрикту Мзімба Північного регіону Малаві.
Населення — 101108 осіб (2018).